# 지바 (배구 선수)
지바(포르투갈어: Giba)라는 별명으로 잘 알려진 지우베르투 아마우리 지 고도이 필류(포르투갈어: Gilberto Amauri de Godoy Filho, 1986년 7월 2일~)는 브라질의 배구 선수로 포지션은 아웃사이더 히터이다. 배구 역사상 최고의 선수 중 한 명으로 특히 2000년대에 세계 배구의 지배적인 선수로 활약했다. 그는 프로 선수로 뛰는 동안 브라질 리그를 시작으로 이탈리아, 러시아, 아르헨티나, 아랍에미리트에서 활약했으며 브라질 리그 2회, 코피 이탈리아 1회 우승을 차지했고 2008–09 시즌 CEV 챔피언스리그에서 3위를 했다.
국제 대회에서는 브라질 국가대표팀의 일원으로 활약하여 브라질의 황금기를 이끌었으며 319경기 출전했다. 그는 브라질 국가대표 선수로서 올림픽에서 금메달 1개, 은메달 2개, 세계 선수권 대회 3회 우승, 월드컵 2회 우승, 월드그랜드챔피언스컵 3회 우승, 남아메리카 선수권 대회 8회 우승했으며, 월드리그에서 총 8회 우승을 차지하여 브라질 대표팀의 전 세계 국가대표팀 중 월드리그 최다 우승 기록을 세우는 데에 기여했다. 또한 팬아메리칸 게임에서 금메달을 획득하는 등 국제 대회에서 30개의 금메달을 획득하며 배구 선수 중 가장 많은 국제 대회 메달을 획득한 선수가 되었다.